# Scaraben
Scaraben är ett berg i Storbritannien.   Det ligger i kommunen Highland och riksdelen Skottland, i den norra delen av landet, 800 km norr om huvudstaden London. Toppen på Scaraben är 620 meter över havet, eller 326 meter över den omgivande terrängen. Bredden vid basen är 7,3 km.
Terrängen runt Scaraben är kuperad söderut, men norrut är den platt. Närmaste större samhälle är Helmsdale, 12,2 km söder om Scaraben. Trakten runt Scaraben består i huvudsak av gräsmarker.